# Ereca fusca
Ereca fusca is een hooiwagen uit de familie Assamiidae.